# Joseph Landry
Pour les articles homonymes, voir Landry.
Joseph Landry (1922-2008) est un homme d'affaires et un sénateur canadien du Nouveau-Brunswick.

## Biographie
Joseph Landry naît le 19 juin 1922 à Cap-Pelé, au Nouveau-Brunswick.
Il ouvre une petite entreprise de transformation de homard en 1948 à Cap-Pelé, entreprise qui existe toujours et emploie maintenant plus de 1 000 personnes.
Il est nommé sénateur libéral sur avis de Jean Chrétien le 26 février 1996 et le reste jusqu'à sa retraite l'année suivante, le 19 juin 1997.
Il meurt le 25 juillet 2008.